# Gediminas Kirkilas
Gediminas Kirkilas (Vílnius, Lituània, 30 d'agost de 1951) fou el primer ministre de Lituània des del 4 de juliol de 2006 fins al 27 de novembre de 2008.

## Biografia
Polític moderat, Kirkilas és el vicepresident del Partit Socialdemòcrata de Lituània i fins ara ministre de Defensa. Antic buròcrata comunista, la carrera política del qual s'ha desenvolupat sota el patrocini del dimitit Algirdas Brazauskas, a qui substituïx en un govern de coalició refet amb nous socis.
L'1 de juny de 2006, el seu govern de Algirdas Brazauskas, en el què Kirkilas era ministre de defensa, va renunciar quan el president Valdas Adamkus va manifestar la seva manca de confiança en dos dels ministres del Partit del Treball, col·lapsant el govern.

### Primer ministre
Algirdas Brazauskas va dirigir el governant Partit Socialdemòcrata de Lituània per un any més, fins al 19 de maig de 2007, quan va passar les regnes a Kirkilas, romanent com a president honorari del partit continuant com una veu influent en la política partidària.